# SN 2011hc
SN 2011hc – supernowa typu Ia odkryta 23 października 2011 roku w galaktyce A201210-1121. W momencie odkrycia miała maksymalną jasność 16,50m.